# Emmanuelle Lepoutre
Pour les articles homonymes, voir Lepoutre.
Emmanuelle Lepoutre est une actrice française née le 18 décembre 1969 à Paris.

## Filmographie

### Cinéma
- 1990 : Faux frère
- 1994 : La Folie douce
- 1995 : La Poudre aux yeux de Maurice Dugowson
- 1998 : Serial Lover
- 1999 : Chico notre homme à Lisbonne
- 1999 : L'Atelier
- 2000 : La Bostella
- 2000 : Les Frères Sœur
- 2001 : Jour de lessive
- 2001 : Tanguy
- 2002 : Bord de mer
- 2003 : Le Bison (et sa voisine Dorine)
- 2007 : Le Quatrième Morceau de la femme coupée en trois
- 2013 : Renoir

### Télévision
- 1994 : Le Misanthrope
- 2005 : La Dérive des continents de Vincent Martorana

### Doublage
- 2015 : Chair de poule, le film : ? ( ? )[1]

## Théâtre
- 1994 : Le Tartuffe de Molière, mise en scène Jacques Weber, Théâtre Antoine
- 1995 : Le Tartuffe de Molière, mise en scène Jacques Weber, Théâtre de Nice, Théâtre des Célestins
- 1999 : Le soleil est rare et le bonheur aussi de Mikael Cohen